# Dimophora patula
Dimophora patula là một loài tò vò trong họ Ichneumonidae.